# Cây bụi phát sáng
Cây bụi phát sáng (danh pháp hai phần: Euonymus alatus) là một loài cây bụi hay rụng lá sớm có nguồn gốc từ vùng Đông Á, ở miền Trung và Bắc Trung Quốc, Nhật Bản và Hàn Quốc. Cây có chiều cao đến 2,5m, thân to. Hoa có màu xanh lục, nở suốt thời gian mùa xuân. Tên gọi "cây bụi phát sáng" xuất phát từ màu lá đỏ tươi vào mùa thu.
Đây là một loài cây cảnh phổ biến trong các khu vườn, công viên do trái cây tươi sáng, màu hồng hay cam, màu sắc sặc sỡ khi vào thu. Đặc biệt, nhũ trắng bên trong hạt cây này tạo ra các triacylglycerols acetyl (acTAGs), loại dầu có giá trị cao, trong khi lớp vỏ mô màu cam xung quanh hạt tạo ra dầu thực vật bình thường.

## Hình ảnh

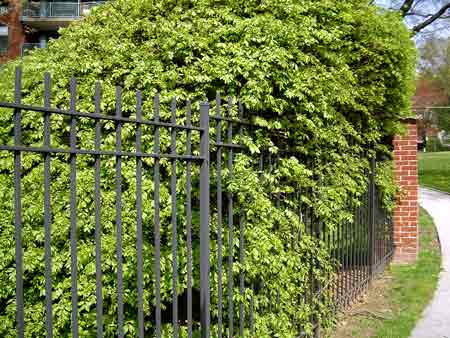
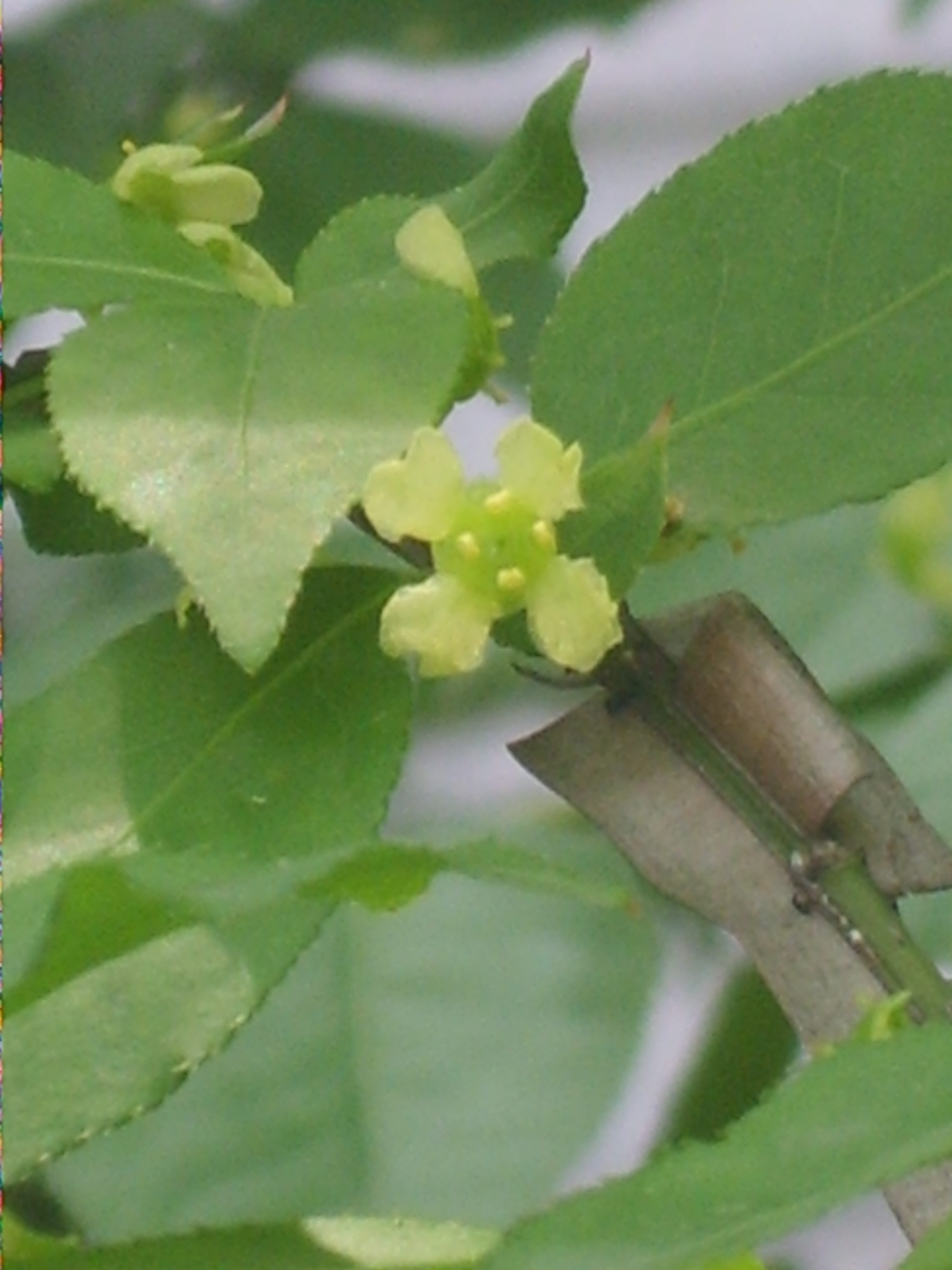
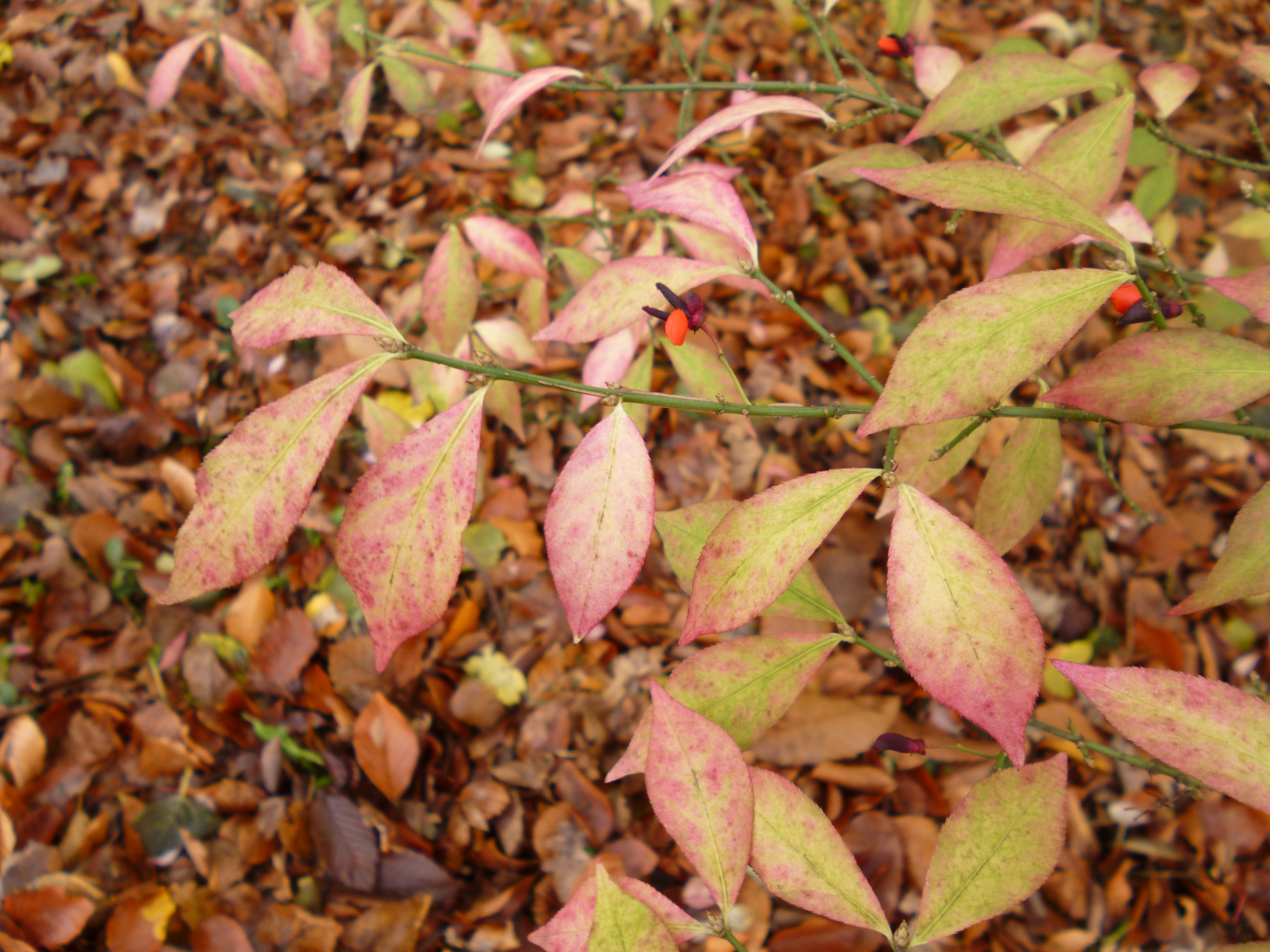
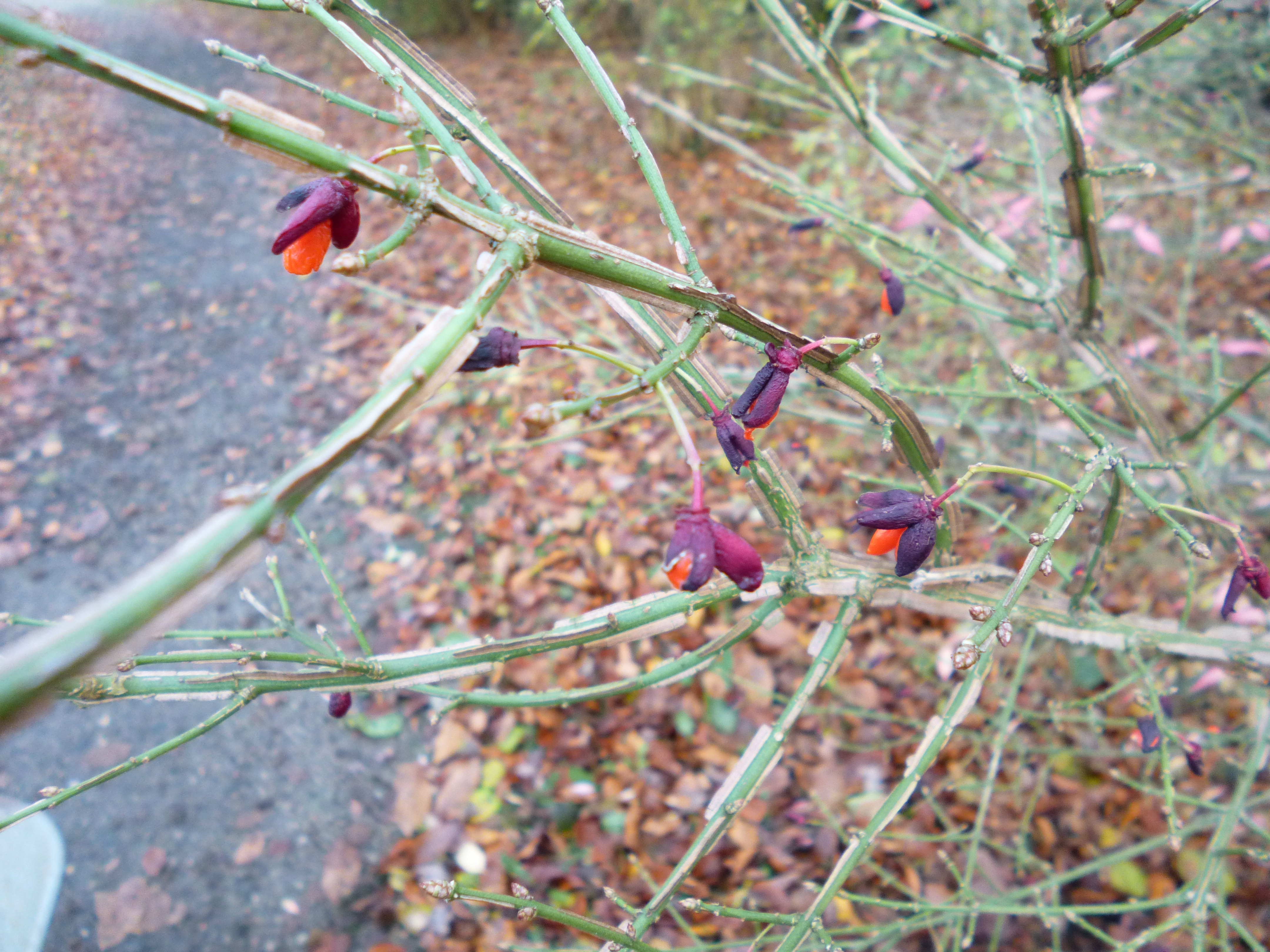